# Vernon (Floride)
Pour les articles homonymes, voir Vernon.
La ville de Vernon est située dans le comté de Washington, dans l’État de Floride, aux États-Unis. Sa population s’élevait à 687 habitants lors du recensement de 2010, estimée à 681 habitants en 2016.

## Histoire
Vernon a été le siège du comté jusqu’en 1927, date à laquelle elle a été supplantée par Chipley, à l’issue d’un vote emporté à une voix près.

## Démographie
| 1900 | 1930 | 1940 | 1950 | 1960 | 1970 |
| ---- | ---- | ---- | ---- | ---- | ---- |
| 141  | 331  | 539  | 610  | 624  | 691  |

| 1980 | 1990 | 2000 | 2010 | - | - |
| ---- | ---- | ---- | ---- | - | - |
| 885  | 778  | 743  | 687  | - | - |

## Source
- (en) Cet article est partiellement ou en totalité issu de l’article de Wikipédia en anglais intitulé « Vernon, Florida » (voir la liste des auteurs).